# Princess Alice

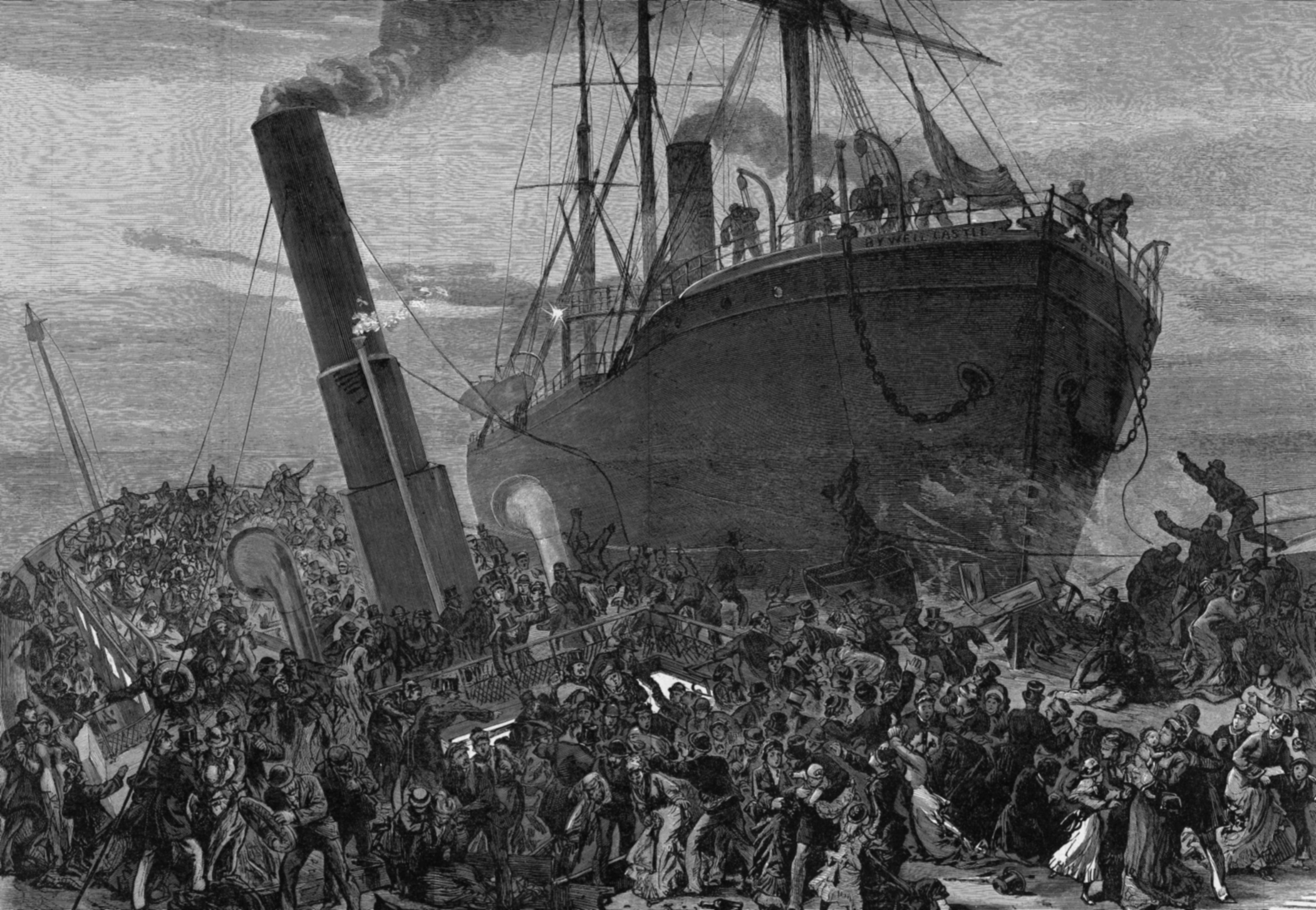
Dessin d'époque illustrant l'éperonnage du Princess Alice par le Bywell Castel.

Le SS Princess Alice est un bateau à aubes naviguant sur la Tamise qui coula à la suite d'une collision avec le charbonnier Bywell Castel près de Tripcock Point, dans le borough londonien de Greenwich, le 3 septembre 1878.  Il y eut au moins 600 victimes. Certaines sources parlent de 640 victimes.

## Mise en service
Le Princess Alice fut mis à l'eau en 1865. Baptisé originellement Bute, il est acheté par la London Steamboat Company en 1866. La compagnie le renomme Princess Alice et l'affecte aux excursions sur la Tamise.

## Désastre
Le 3 septembre 1878, l'excursion prévue est un aller-retour du quai Swan près du pont de Londres jusqu'à Gravesend et Sheerness. Les billets se vendaient deux shillings. Plusieurs centaines de Londoniens s'étaient acquittés du tarif pour visiter les Jardins de Rosherville à Gravesend.
L'aller se passa sans incident, ainsi qu'une grande partie du retour.  C'est vers 19 h 40 alors que le quai de North Woolwich, destination de plusieurs passagers, était en vue qu'apparut le charbonnier Bywell Castel de Newcastle. 
Le Bywell Castel, déplaçant 1 376 tonnes, soit beaucoup plus que les 251 tonnes du Princess Alice, transportait habituellement du charbon en Afrique.  Mais au moment de la collision il est sans cargaison.  Il vient juste d'être repeint en cale sèche et est en route pour prendre une cargaison de charbon.  À sa barre se trouve le capitaine Harrison, qui est secondé par un pilote de la Tamise expérimenté.  Harrison suit la route traditionnelle utilisée sur la Tamise plutôt que la règle de 1872 de croiser les bateaux venant en sens inverse sur le côté bâbord.
Le capitaine Harrison, sur le pont du Bywell Castel, observa que le Princess Alice croisait sa route pour atteindre la rive nord du fleuve.  Le Bywell Castel ajusta son cap pour passer derrière.  Le capitaine du Princess Alice, William R. H. Grinstead, 47 ans, en voyant le Bywell Castel modifia lui aussi sa course, menant son navire sur la route du Bywell Castel.
Réalisant cela, le capitaine Harrison du Bywell Castel ordonna les machines arrière-toute, mais il était trop tard.  Le Bywell Castel éperonna le Princess Alice par tribord.  Le Princess Alice fut coupé en deux et coula en quatre minutes.  Les passagers furent emprisonnés dans le navire qui coulait, ou jetés dans la rivière.  Le capitaine Grinstead fut parmi les victimes.
La Tamise à l'époque victorienne n'était pas une rivière propre.  La région où eut lieu la collision était très polluée par des installations industrielles.  Les eaux usées étaient aussi directement rejetées à la rivière près de Beckton.

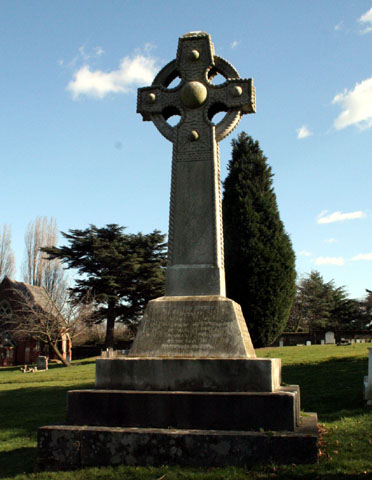
Mémorial aux victimes.

Entre 69 et 170 personnes furent repêchées de la rivière. Toutefois, la grande majorité périt. Quand l'on souleva les deux parties du Princess Alice, des centaines de passagers furent retrouvés entassés près des sorties du salon.
Bon nombre des victimes n'ont jamais été identifiés. Cent vingt des quelque cinq-cent-cinquante personnes qui se sont noyées ce jour-là ont été enterrées dans une fosse commune du Woolwich Old Cemetery, Kings Highway, à Plumstead. Un mémorial en forme de croix a été érigé pour marquer l'endroit, payé par une souscription nationale. 23 000 personnes ont contribué par un montant de six pences.
À cette époque il n'y avait pas d'organisme officiel chargé de la sécurité maritime dans la Tamise. L'enquête consécutive résolut que la Police Maritime, basée à Wapping, devait être équipée de canots à vapeur, pour remplacer leurs bateaux à rames pour être mieux en mesure d'effectuer des sauvetages.

## Autour du drame
Deux mois plus tard, la princesse Alice du Royaume-Uni, fille de la Reine Victoria, meurt de diphtérie.
Six ans après le naufrage du Princess Alice ses propriétaires étaient en faillite.
Six enseignes du 30e régiment d'infanterie, dont Charles O'Brien qui deviendra plus tard gouverneur colonial, ont raté le départ du Princess Alice de quelques secondes, échappant sans doute ainsi à la mort.
Elizabeth Stride, une des victimes de Jack l'Éventreur déclara avoir survécu à la catastrophe, tandis que son mari et ses enfants avaient péri. Il semblerait que son histoire soit fausse : son mari serait mort plus tard de la tuberculose et ils auraient été un couple sans enfants.